# Гніздичівська селищна рада
Гніздичівська селищна рада — орган місцевого самоврядування у Жидачівському районі Львівської області. Адміністративний центр — селище міського типу Гніздичів.

## Загальні відомості
Гніздичівська селищна рада утворена в 1957 році. Територією ради протікають річки Стрий, Жижава.

## Населені пункти
Селищній раді підпорядковані населені пункти:
- смт Гніздичів
- с. Королівка
- с. Покрівці

## Склад ради
- Голова селищної ради: Оліяр Іван Іванович, до обрання працював, начальником транспортного цеху ВАТ «Кохавинська паперова фабрика»
- Загальний склад ради: 20 депутатів

### Керівний склад ради
| ПІБ                     | Основні відомості                                                | Дата обрання | Дата звільнення |
| ----------------------- | ---------------------------------------------------------------- | ------------ | --------------- |
| Пиріг Роман Іванович    | Селищний голова, 1943 року народження, безпартійний              | 26.03.2006   | 12.07.2008      |
| Кушнір Мар'ян Романович | Селищний голова, 1981 року народження, безпартійний              | 30.11.2008   | 31.10.2010      |
| Оліяр Іван Іванович     | Селищний голова, 1952 року народження, освіта вища, безпартійний | 31.10.2010   |                 |

Примітка: таблиця складена за даними джерела

### Депутати
Результати місцевих виборів 2010 року за даними ЦВК

### За суб'єктами висування
| Суб'єкт висування (назва політичної партії, місцева організація якої висунула кандидата, або самовисування) | Кількість депутатів |
| --- | ------------------- |
| Самовисування                                                                                               | 17                  |
| Всеукраїнське об'єднання «Батьківщина»                                                                      | 3                   |